# Чёрный Красавец (фильм, 1994)
«Чёрный Красавец» (англ. Black Beauty), также «Вороной Красавчик», — дебютный фильм американского режиссёра Кэролайн Томпсон по одноимённому роману знаменитой британской романистки Анны Сьюэлл. Главные роли в киноленте исполнили Эндрю Нотт, Шон Бин и Дэвид Тьюлис. Это пятая телеэкранизация романа (1877).
Несмотря на коммерческий провал, «Чёрный Красавец» получил смешанные положительные рецензии; и в настоящее время держится на 78 позиции в рейтинге Rotten Tomatoes.

## Сюжет
Сюжет фильма повествует о нелёгкой судьбе прекрасного чёрного жеребца. Чёрный Красавец появился на свет у фермера Грэя. Окрепчавшего скакуна продают семье Гордон, где Красавец встречает настоящих друзей: Джинджер, Резвушку и присмотрщика Джо. Однако, здоровье миссис Гордон заставляет семейство перебраться в более тёплые края. Лошадей распродают. Чёрный Красавец и Джинджер попадают под патронаж малодушной леди Уэксмайр, где Джинджер загоняют, а Красавца калечат. Вскоре друзей ждут очередные перемены и новые хозяева. Коня покупает молодой перевозчик Джерри Баркер, который хоть и живёт скудно, но неустанно заботится о Чёрном Джеке. Впрочем, дела Джерри идут неважно и семье ничего не остаётся делать как покинуть город и перебраться в деревню. Красавца отправляют к торговцу зерном, где за два года тяжело загоняют. Исхудавшего, еле живого коня выставляют на продажу. Но вот счастье улыбается Красавцу: он видит старого друга Джо, который выкупает любимое с детства животное. Жизнь Чёрного Красавца снова освещена солнцем.

## Актёрский состав
| В ролях            |  | Персонаж                             |
| ------------------ |  | ------------------------------------ |
| Алан Камминг       |  | голос Чёрного Красавца/Чёрного Джека |
| Эндрю Нотт         |  | Джо Грин                             |
| Шон Бин            |  | фермер Грэй                          |
| Дэвид Тьюлис       |  | Джерри Баркер                        |
| Джим Картер        |  | Джон Мэнли                           |
| Питер Дэвисон      |  | сквайр Гордон                        |
| Алан Армстронг     |  | Рубен Смит                           |
| Джон Макинери      |  | мистер Йорк                          |
| Элинор Брон        |  | леди Уэксмайр                        |
| Питер Кук          |  | лорд Уэксмайр                        |
| Руперт Пенри-Джонс |  | мажор, сбивший женщину               |